# Liste des évêques et archevêques de Tours
Pour un article plus général, voir Archidiocèse de Tours.

## Liste desévêquesdeTours

### IVesiècle
- 1 Saint Gatien (251-304)
- 2 Saint Lidoire (341-371)
- 3 Saint Martin de Tours (371-397)
- 4 Saint Brice (397-442)

### Vesiècle
- 5 Saint Eustoche (442-458/459)
- 6 Saint Perpet (458/459-488/489)
- 7 Saint Volusien (488/489-496)
- 8 Verus (496-507)

### VIesiècle
- 9 Licinius (507-519)
- 10 Théodore et Procule (519-521)
- 11 Denis (521-522)
- 12 Ommat (522-526)
- 13 Léon (526-527)
- 14 Francillon (527-529)
- 15 Injuriosus (529-546)
- 16 Saint Baud (546-552)
- 17 Gonthaire (552-555)
- 18 saint Euphore ou Eufronius (503/556-573)
- 19 saint Grégoire de Tours (538/573-593[1]), cousin germain du précédent
- 20 Pélage Ier (595-602)

### VIIesiècle
- 21 Lupare (602-614)
- 22 Agiric (614-617)
- 23 Ginaldus (617-618)
- 24 Valatus (618-619)
- 25 Sigélaicus (619-622)
- 26 Léobald (622-625)
- 27 Modégisile (625-638)
- 28 Latinus (638-650)
- 29 Carégisile (650-652)
- 30 Rigobert (652-654)
- 31 Papolene (654-660)
- 32 Chrotbert (660-695)
- 33 Pélage II (695-700)

### VIIIesiècle
- 34 Evartius (700-709)
- 35 Ibbon (709-724)
- 36 Gontran II (724-732)
- 37 Didon (732-733)
- 38 Rimbert (733-752)
- 39 Aubert (752-754)
- 40 Ostald (754-760)
- 41 Gravien (760-765)
- 42 Eusebe (765-771)
- 43 Herling (771-792)
- 44 Joseph Ier (792-815)

### IXesiècle
- 45 Landran Ier (815-836)

## Liste desarchevêquesdeTours
En 815, Tours devient le siège d'un archevêché.

### IXesiècle
- 45 Landran Ier (815–836)
- 46 Ursmarus (836–846)
- 47 Landran II (846–851)
- 48 Amauri de Tours (851–855)
- 49 Hérard (855–871)
- 50 Actard (871–875)
- 51 Adalard de Tours (875–890)
- 52 Héberne (890–916)

### Xesiècle
- 53 Robert (916-932)
- 54 Téotolon (932-945)
- 55 Joseph II (946-957)
- 56 Frotaire (957-960)
- 57 Hardouin (960-980) ou Ardouin, également trésorier de l'abbaye de Marmoutier, en 960 [2]
- 58 Archambaud de Sully (981-1003)

### XIesiècle
- 59 Hugues de Chateaudun (1003-1023)
- 60 Arnoul (1023-1052)
- 61 Barthelemy de Faye (1053-1068)
- 62 Raoul Ier (1072-1085)

### XIIesiècle
- 63 Raoul II (1086-1117)
- 64 Gilbert de Maillé (1118-1125)

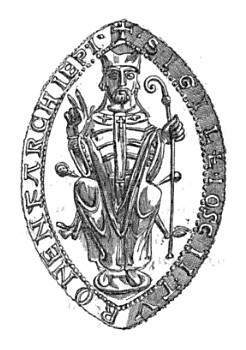
Sceau de Joscion

- 65 Hildebert de Lavardin (1125-1133)
- 66 Hugues d'Étampes (1134-1146)
- 67 Engebault de Preuilly (1146-1157)
- 68 Joscion [ou Josse] (1157-1174)
- 69 Barthélemy de Vendôme (1174-1206)

### XIIIesiècle
- 70 Geoffroy de la Lande (1207-1208)
- 71 Jean de Faye (1208-1228)
- 72 François Cassard (1228-1229)
- 73 Juhel de Mathefelon (1229-1244)
- 74 Geoffroy Marcel (1245-1250)
- 75 Pierre de Lamballe (1251-1256)
- 76 Philippe (1256-1257)
- 77 Vincent de Pirmil (1257-1270)
- 78 Jean de Montsoreau (1271-1284)
- 79 Olivier de Craon (1285-1285)
- 80 Bouchard Dain (1285-1290)
- 81 Philippe de Candé (1290-1291)
- 82 Renaud de Montbazon (1291-1313)

### XIVesiècle
- 83 Geoffroy de la Haye (1314-1323)
- 84 Étienne de Bourgueil (1324-1334)
- 85 Pierre Frétaud (1336-1357)
- 86 Philippe Blanche (1357-1363)
- 87 Simon de Renoul (1363-1379)
- 88 Seguin d'Auton (1379-)
- 89 Aleaume Boistel (1380-1383)
- 90 Guy de Roye (1383-1384)
- 91 Seguin d'Auton (1384-1394)
- 92 Ameil du Breuil (1393-1414)

### XVesiècle
- 93 Jacques Gélu (1414-1426)
- 94 Philippe de Coëtquis (1427-1441)
- 95 Jean Bernard (1441-1466)
- 96 Giraud Bastet de Crussol (1466-1468)
- 97 Hélie de Bourdeilles (1468-1484)
- 98 Robert de Lenoncourt (1484-1509)

### XVIesiècle
- 99 Charles Dominique de Carretto (1509-1513)
- 100 Christophe de Brillac (1514-1519)
- 101 Martin de Beaune (1519-1527)
- 102 Antoine de Bar (1528-1547)
- 103 Georges d'Armagnac (1547-1551)
- 104 Étienne Poncher (1551-1552)
- 105 Alexandre Farnèse (1553-1554)
- 106 Simon de Maillé (1554-1597)
- 107 François de la Guesle (1597-1614)

### XVIIesiècle
- 108 Sébastien Dori-Galigaï (1617-)
- 109 Bertrand d'Eschaud (1617-1641)
- 110 Victor Le Bouthillier (1641-1670)
- 111 Charles de Rosmadec (1671-1672)
- 112 Michel Amelot de Gournay (1673-1687)
- 113 Claude II de Saint-Georges (1687-)
- 114 Mathieu Ysoré d'Hervault de Pleumartin (1693-1716)

### XVIIIesiècle
- 115 Armand Pierre de La Croix de Castries (1717-1719)
- 116 Henri Oswald de La Tour d'Auvergne (1719-1721)
- 117 François Blouet de Camilly (1721-1723)
- 118 Louis-Jacques Chapt de Rastignac (1723-1750)
- 119 Bernardin de Rosset de Fleury (1750-1773)
- 120 Joachim François Mamert de Conzié (1774-1795)

## Évêque constitutionnel d'Indre-et-Loire
- Pierre Suzor (1791-1794/1801)

## Archevêques de Tours

### XIXesiècle
- 121 Jean de Dieu Raymond de Boisgelin (1802-1804)
- 122 Louis-Mathias de Barral (1805-1816)
- 123 Jean-Baptiste du Chilleau (1817-1824)
- 124 Augustin Louis de Montblanc (1824-1841)
- 125 François-Nicolas-Madeleine Morlot (1842-1857)
- 126 Joseph Hippolyte Guibert (1857-1871)
- 127 Félix-Pierre Fruchaud (1871-1874)
- 128 Charles Théodore Colet (1874-1883)
- 129 Guillaume René Meignan (1884-1896)
- 130 René François Renou (1896-1913)

### XXesiècle
- 131 Albert Nègre (1913-1931)
- 132 Louis-Joseph Gaillard (1931-1956)
- 133 Louis Ferrand (1956-1980)
- 134 Jean Honoré (1981-1997)
- 135 Michel Moutel (1997-1998)
- 136 André Vingt-Trois (1999-2005)

### XXIesiècle
- 137 Bernard-Nicolas Aubertin (2005-2019[3])
- 138 Vincent Jordy (depuis le 4 novembre 2019)

## Histoire des Francs
Dans le dixième livre de l'Historia Francorum de Grégoire de Tours, étaient précisés le nom des évêques de Tours, du premier jusqu'au dix-neuvième, à savoir lui-même.